# George Augustus Moore

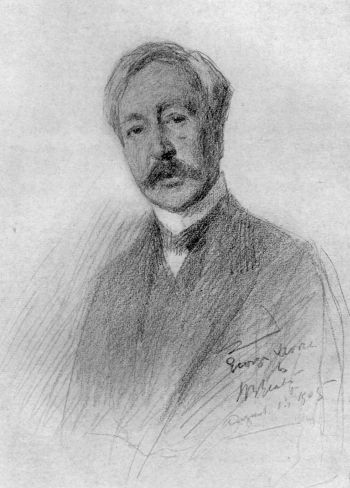
George Moore

George Augustus Moore (ur. 24 lutego 1852, zm. 21 stycznia 1933) – irlandzki pisarz, poeta, krytyk, dramaturg, twórca pamiętników.
Moore pochodził z katolickiej rodziny, urodził się w Moore Hall w hrabstwie Mayo. Początkowo pragnął zostać malarzem, co zaowocowało studiami artystycznymi w Paryżu w latach 70. XIX wieku. Przebywając we Francji, poznał wielu czołowych francuskich twórców tego okresu.
Był pierwszym anglojęzycznym pisarzem epoki naturalizmu, który działał pod wpływem Émile Zoli. Zgodnie z teorią krytyka Richarda Ellmanna, jego dzieła stanowiły jedną z inspiracji dla Jamesa Joyce’a i chociaż może się wydawać, że prace Moore’a nie wpisują się w główny nurt panujący zarówno w irlandzkiej, jak i brytyjskiej literaturze, często uznaje się go za pierwszego wielkiego współczesnego irlandzkiego pisarza.
Jako jeden ze współtwórców Irish Literary Theatre w znaczący sposób przyczynił się do powstania Abbey Theatre.

## Twórczość
George Moore uznany jest za mistrza angielskiego romansu naturalistycznego (od 1894), odznaczał się wysokim krytycyzmem w stosunku do literatury angielskiej, w swoich utworach autobiograficznych nie oszczędzał ani przyjaciół, ani wrogów. Z ostatnich jego powieści należy nadto wymienić: „Heloise and Abelard” (1921).
Najpierw pod wpływem naturalizmu francuskiego, napisał autobiograficzne „Confessions of a Young Man” (1888) i powieść o niezamężnej matce „Esther Waters” (1894), największe powodzenie zdobył powieściami „Evelyn Innes” (1898) i „Sister Teresa” (1901), w których opisał zwrot pewnych kół angielskich do katolicyzmu oraz (jak i w „Celibates” 1895) dał analizę muzyki wagnerowskiej. W „Memoirs of my Dead Life” sportretował Verlaine’a, Rimbauda, Maneta i Moneta, których poznał w Paryżu. Po współudziale w irlandzkim ruchu narodowym (tom nowel „The Untilled Field”, 1903), wydał autobiografię „Hail und Fairwell” w 3 częściach („Ave” 1911 „Salve” 1912, „Vale” 1914) oraz rodzaj rekonstrukcji życia Chrystusa: „The Brook Kerith” (1916) i i.

## Prace
Wszystkie podane tytuły są tytułami oryginalnymi.
- Flowers of Passion London: Provost & Company, 1878
- Martin Luther: A Tragedy in Five Acts London: Remington & Company, 1879
- Pagan Poems London: Newman & Company, 1881
- A Modern Lover London: Tinsley Brothers, 1883
- A Mummer's Wife London: Vizetelly & Company, 1885
- Literature at Nurse London: Vizetelly & Company, 1885
- A Drama in Muslin London: Vizetelly & Company, 1886
- A Mere Accident London: Vizetelly & Company, 1887
- Parnell and His Island London; Swan Sonnershein Lowrey & Company, 1887
- Confessions of a Young Man Swan Sonnershein Lowrey & Company, 1888
- Spring Days London: Vizetelly & Company, 1888
- Mike Fletcher London: Ward & Downey, 1889
- Impressions and Opinions London; David Nutt, 1891
- Vain Fortune London: Henry & Company, 1891
- Modern Painting London: Walter Scott, 1893
- The Strike at Arlingford London: Walter Scott, 1893
- Esther Waters London: Walter Scott, 1894
- Celibates London: Walter Scott, 1895
- Evelyn Innes London: T. Fisher Unwin, 1898
- The Bending of the Bough London: T. Fisher Unwin, 1900
- Sister Theresa London: T. Fisher Unwin, 1901
- The Untilled Field London: T. Fisher Unwin, 1903
- The Lake London: William Heinemann, 1905
- Memoirs of My Dead Life London: William Heinemann, 1906
- The Apostle: A Drama in Three Acts Dublin: Maunsel & Company, 1911
- Hail and Farewell London: William Heinemann, 1911, 1912, 1914
- The Apostle: A Drama in Three Acts Dublin: Maunsel & Company, 1911
- Elizabeth Cooper Dublin: Maunsel & Company, 1913
- Muslin London: William Heinemann, 1915
- The Brook Kerith: A Syrian Story London: T. Warner Laurie, 1916
- Lewis Seymour and Some Women New York: Brentano's, 1917
- A Story-Teller's Holiday London: Cumann Sean-eolais na hEireann (privately printed), 1918
- Avowels London: Cumann Sean-eolais na hEireann (privately printed), 1919
- The Coming of Gabrielle London: Cumann Sean-eolais na hEireann (privately printed), 1920
- Heloise and Abelard London: Cumann Sean-eolais na hEireann (privately printed), 1921
- In Single Strictness London: William Heinemann, 1922
- Conversations in Ebury Street London: William Heinemann, 1924
- Pure Poetry: An Anthology London: Nonesuch Press, 1924
- The Pastoral Loves of Daphnis and Chloe London: William Heinemann, 1924
- Daphnis and Chloe, Peronnik the Fool New York: Boni & Liveright, 1924
- Ulick and Soracha London: Nonesuch Press, 1926
- Celibate Lives London: William Heinemann, 1927
- The Making of an Immortal New York: Bowling Green Press, 1927
- The Passing of the Essenes: A Drama in Three Acts London: William Heinemann, 1930
- Aphrodite in Aulis New York: Fountain Press, 1930
- A Communication to My Friends London: Nonesuch Press, 1933
- Diarmuid and Grania: A Play in Three Acts Co-written with W.B. Yeats, Edited by Anthony Farrow, Chicago: De Paul, 1974

Listy
- Moore Versus Harris Detroit: privately printed, 1921
- Letters to Dujardin New York: Crosby Gaige, 1929
- Letters of George Moore Bournemouth: Sydenham, 1942
- Letters to Lady Cunard Ed. Rupert Hart-Davis. London: Rupert Hart-Davis, 1957
- George Moore in Transition Ed. Helmut E. Gerber, Detroit: Wayne State University Press, 1968